# صلة بن زفر
صلة ابن زفر العبسي كنيته: أبو العلاء ويقال: أبو بكر الكوفي، تابعي من رواة الحديث النبوي، روى عن عمار بن ياسر وحذيفة بن اليمان، وعبد الله بن مسعود وعلي بن أبي طالب وعبد الله بن عباس.
ترجم له الذهبي في سير أعلام النبلاء بقوله:
«صلة ابن زفر العبسي الكوفي تابعي كبير ثقة فاضل مخرج، له في الكتب كلها، يروي عن علي وابن مسعود وعمار. حدث عنه شتير بن شكل وأبو إسحاق وأيوب السختياني، وما أظنه شافهه؛ لأنه يقال توفي في زمن مصعب وولايته على العراق.» وترجم له في كتب رواة الرواة، وشروح الحديث.

## اسمه وكنيته
اسمه: صلة ابن زفر العبسي الكوفي،
قال ابن حجر: «أما صلة فهو بكسر المهملة وتخفيف اللام المفتوحة ابن زفر بزاي وفاء وزن عمر، كوفي عبسي بموحدة ومهملة من كبار التابعين وفضلائهم، ووهم ابن حزم فزعم أنه صلة بن أشيم، والمعروف أنه ابن زفر.»
وكنيته: أبو العلاء، ويقال: أبو بكر.

## الرواة عنة
روى عنه: أبو وائل وهو أكبر منه، وربعي بن خراش، وهو من أقرانه، والمستورد ابن الأحنف، وأبو إسحاق السبيعي، وأيوب السختياني وغيرهم.

## مما قيل فيه
قال ابن خراش: «كوفي ثقة». وقال الخطيب: «كان ثقة» وقال شعبة: «قلب صلة من ذهب». وذكره ابن حبان في الثقات، وقال خليفة مات في ولاية مصعب بن الزبير.
قلت: وكذا قال ابن سعيد زاد وكان ثقة وله احاديث وقال اسحاق ابن منصور عن ابن معين ثقة ونقل ابن خلفوان توثيقه عن ابن نمير وابن صالح يعني العجلى وقال أبو وائل لقيت صلة وكان ما علمت برا وروى ابن أبي حاتم من طريق شعبة عن أبي اسحاق عن صلة عن حذيفة قال قلب صلة بن زفر من ذهب يعني انه منور كالذهب.

## مرويات
من مروياته حديث النهي عن صيام يوم الشك رواه صلة ابن زفر عن عمار ابن ياسر
«عن أبي إسحق عن صلة قال كنا عند عمار في اليوم الذي يشك فيه فأتى بشاة فتنحى بعض القوم فقال عمار من صام هذا اليوم فقد عصى أبا القاسم ﷺ .» وفي رواية الترمذي: فأتي بشاة مصلية فقال كلوا، فتنحى بعض القوم: أي اعتزل واحترز عن أكله.
ومن الأحاديث التي رواها صلة ابن زفر ما أخرجه مسلم في صحيحه في باب استحباب تطويل القراءة في صلاة الليل، وهو:
«عن الأعمش عن سعد بن عبيدة عن المستورد بن الأحنف عن صلة بن زفر عن حذيفة قال: صليت مع النبي ﷺ ذات ليلة فافتتح البقرة فقلت يركع عند المائة، ثم مضى فقلت يصلي بها في ركعة فمضى فقلت يركع بها، ثم افتتح النساء فقرأها، ثم افتتح آل عمران فقرأها يقرأ مترسلا إذا مر بآية فيها تسبيح سبح وإذا مر بسؤال سأل وإذا مر بتعوذ تعوذ ثم ركع فجعل يقول سبحان ربي العظيم فكان ركوعه نحوا من قيامه، ثم قال سمع الله لمن حمده ثم قام طويلا قريبا مما ركع، ثم سجد فقال سبحان ربي الأعلى فكان سجوده قريبا من قيامه قال وفي حديث جرير من الزيادة: "فقال سمع الله لمن حمده ربنا لك الحمد".»
قال النووي: 
«قوله: حدثنا الأعمش عن سعد بن عبيدة عن المستورد بن الأحنف عن صلة بن زفر عن حذيفة: هذا الإسناد فيه أربعة تابعيون، بعضهم عن بعض وهم: الأعمش والثلاثة بعده.»